# Валь-де-Шальвань
Валь-де-Шальва́нь (фр. Val-de-Chalvagne, окс. Vau de Chalvanha) — коммуна во Франции, находится в регионе Прованс — Альпы — Лазурный Берег. Департамент коммуны — Альпы Верхнего Прованса. Входит в состав кантона Антрево. Округ коммуны — Кастелан.
Код INSEE коммуны — 04043.

## Население
Население коммуны на 2008 год составляло 65 человек.
| 1962 | 1968 | 1975 | 1982 | 1990 | 1999 | 2008 |
| ---- | ---- | ---- | ---- | ---- | ---- | ---- |
| 21   | 11   | 52   | 68   | 38   | 48   | 65   |

## Экономика
В 2007 году среди 43 человек в трудоспособном возрасте (15—64 лет) 36 были экономически активными, 7 — неактивными (показатель активности — 83,7 %, в 1999 году было 60,0 %). Из 36 активных работали 35 человек (20 мужчин и 15 женщин), безработным был 1 мужчина. Среди 7 неактивных 6 человек были пенсионерами, 1 был неактивным по другим причинам.

## Достопримечательности
- Руины замка Монбланк (XIV—XV века)
- Церковь Сен-Касьен (1830 год)
- Замок Вильвьей (XVII век)
- Церковь Сен-Никола (XVII век)
- Часовня Сен-Жозеф